# Конрад II фон Магенхайм
Конрад II фон Магенхайм (на немски: Conrad II von Magenheim; † сл. 1291) е германски благородник, господар на Магенхайм при Клеброн в Баден-Вюртемберг.

## Произход, управление и наследство
Той е единствен син на Конрад I фон Магенхайм. Внук е на Еркингер III фон Магенхайм († сл. 1203) и правнук на Еркингер II фон Магенхайм († сл. 1182). Праправнук е на Цайзолфус фон Магенхайм († 1152) и прапраправнук на Еркингер I фон Магенхайм († сл. 1134) и прапраправнук на Цайзолф фон Бракенхайм († сл. 1100). Братовчед е на Еркингер V фон Магенхайм († сл. 1294) и Улрих I фон Магенхайм († сл. 1302).
Господарите фон Магенхайм са споменати за пръв път през 12 век и имат два съседни замъка. От рода са в обкръжението на епископите на Шпайер и Вормс и на графовете на Тюбинген.
Конрад фон Магенхайм влиза през 1231 г. в свитата на крал Хайнрих VII. Той се жени за жена от фамилията Лихтенберг. През 1270 г. той е собственик на повече от 20 селища в териториите в Цабергау (Бракенхайм, Оксенбах) и Крайхгау.
През 1288 г. Конрад продава Бьонигхайм на крал Рудолф фон Хабсбург и се оттегля в господството Оксенберг в Горен Цабергау. Цайзолф продава тази територия през 1321 г. на Баден. Господството Нидермагенхайм с Бракенхайм след смъртта на Урих фон Магенхайм през 1303 г. е разделено на половина с графовете фон Хоенберг, които го продават на Вюртемберг. Другата половина е продадена едва през 1367 г. на Вюртемберг, понеже собствеността е поделена между петима сина.
През 1367 г. господарите фон Магенхайм се отказват в полза на граф Еберхард II фон Вюртемберг († 1392) от собствеността си на замък Нидермагенхайм с половината на Бракенхайм и половината от Клеброн. През края на 14 век последните от рода (Еркингер „Богатия“ и Цайзолф) подаряват голяма част от собствеността си на град Хайлброн. Родът дарява множество олтари в Хайлброн. Родът измира през ранния 15 век.

## Фамилия
Конрад II фон Магенхайм се жени за Гута фон Лихтенберг († сл. 1291). Те имат децата:
- Конрад III фон Магенхайм (* пр. 1279 – ?)
- Цайзолф III фон Магенхайм († сл. 1311), женен I. за фон Рехберг (имат седем деца), II. сл. 1363/1364 г. за Гертруд фон Геминген († сл. 1311)
- Юта фон Магенхайм († сл. 1319), омъжена сл. 1287 г. за Хайнрих II фон Флекенщайн († 1309/1312)